# Grazigna
Grazigna o Grassigna (in sloveno Grčna) è una località della Slovenia ai piedi del Panovizza (in slov. Panovec, in ted. Panowitz). Un tempo sobborgo di Gorizia, è diventata parte del nucleo urbano di Nova Gorica. Vi si combatté durante la prima guerra mondiale e fu uno dei punti di maggior avanzata verso est dell'esercito italiano dopo la presa di Gorizia dell'agosto 1916 e durante le battaglie dell'Isonzo.